# Mutter (álbum)
Mutter («Madre», en alemán) es el tercer álbum de estudio de la banda alemana de metal industrial Rammstein. Fue lanzado el 2 de abril de 2001 y apareció en tres ediciones distintas: la europea se vendió en un digipack con un solo CD. La norteamericana consistió en una edición de dos CD, con el vídeo de «Sonne» y la canción «Hallelujah». La versión japonesa, de solo un CD, contiene también esta última canción solo que escondida tras dos minutos después del último título.

## Estilo del álbum
La portada del disco muestra parte de la cara de un feto conservado en alcohol, fotografiado por Daniel y Geo Fuchs para su libro "Conserving". La parte trasera muestra un detalle de la misma fotografía, esta vez las manos del feto sobre su abdomen. En la parte interior están las letras de cada canción y fotografías impactantes de los seis miembros de la banda como si fueran fetos muertos con diversas heridas o malformaciones y estuvieran conservados en alguna solución especial. Al pie de cada página se representa un electrocardiograma continuo y partes de la cadena del ADN.

## Letras

### Mein Herz brennt
Canción que habla sobre el miedo a la noche y sobre las pesadillas. Las primeras estrofas vienen del programa para niños Das Sandmännchen (El hombrecito del saco en España, El Arenerito en Latinoamérica). Esta canción ha sido usada en varias películas y programas de televisión. Nombre del proyecto: Sandmann (El hombre del saco). Esta es la única canción del álbum que no contó con videoclip oficial hasta la salida del recopilatorio Made in Germany 1995-2011. Se estrenó en 2012, 11 años después de la salida de Mutter.

### Links 2 3 4
La canción es un posicionamiento político izquierdista de Rammstein para desmentir las acusaciones de profascismo vertidas sobre ellos. El estribillo evoca una marcha militar.

### Sonne
Originalmente mentada como una canción de introducción para el boxeador ucraniano Vitali Klichko, la canción habla del sol y la mañana, y como el sol siempre sale la gente lo quiera o no. Finalmente, el boxeador rechazó la canción. Nombre del proyecto: Klischko o también Der Boxer (El Boxeador).

### Ich will
Habla de como a la banda no le importa el dinero, sino ser escuchados. En el vídeo, podemos asociar la canción como una crítica a los medios de comunicación, siendo necesario cometer actos delictivos y perjudiciales para llamar su atención, con intención de adoctrinar, dando demasiada importancia a tales actos y con tal de vender una buena historia, y estos, tratando a los criminales como si fueran una especie de antihéroes.[cita requerida]

### Feuer frei!
Solo dice principalmente del dolor de las relaciones y como a veces la felicidad de uno puede venir a costa del dolor de otro.

### Mutter
La canción tiene un parecido a Frankenstein, ya que habla de un ser creado artificialmente que desea vengarse de su "madre", pero una vez logrado esto se da cuenta de que no tiene razón de vivir y le pide a su "madre" que le dé fuerzas.
También se cree que este tema habla de la clonación en humanos, porque en una de sus frases dice "No tengo ombligo en mi vientre", "Fui engendrado con prisas y sin semen" por lo que da a pensar que la canción puede estar dedicada a la madre que nunca tuvo.

### Spieluhr
Habla de un niño que para que lo dejen solo finge su propia muerte y es enterrado en un cementerio (sin ceremonia) con una caja de música en las manos. Finalmente los pueblerinos que lo enterraron escuchan en Totensonntag (Domingo de los muertos, en el cual los Cristianos protestantes recuerdan a sus muertos, celebrado el último domingo antes del Adviento) la canción de la caja de música, y lo rescatan. En esta canción también canta Khira Li Lindemann, hija de Richard Z. Kruspe y de la exesposa de Till.

### Zwitter
Una canción que se parece mucho a la historia de Hermafrodito pero revertida, siendo el hombre el que obliga a la mujer a fundirse con él, habla del amor narcisista en extremo.

### Rein raus
Canción que habla del sexo (específicamente en la posición perrito) y las relaciones de una noche.

### Adios
Habla de un hombre que utiliza la droga como inspiración para la música, pero cuando intenta dejarla no puede. El coro de esta canción (Nichts ist für dich, Nichts war für dich, Nichts bleibt für dich: Nada es para ti, Nada era para ti, Nada queda para ti) viene de una de las primeras canciones que cantó Rammstein conocida como «Jeder Lacht» (Todos se Ríen), que hablaba del odio y la baja autoestima de una persona.

### Nebel
Habla sobre dos amantes que se dan el último beso en medio de la niebla, antes de que la mujer muera (probablemente por una enfermedad, ya que en la canción se menciona "Sie trägt den Abend in der Brust" o "Ella lleva la noche en el pecho").

## Polémicas
Max Müller, cantante de la banda underground berlinesa Mutter, se mostró enfadado por la elección del título del disco de Rammstein.
La portada del álbum, al mostrar la cara de un feto, fue también duramente criticada por diversas autoridades religiosas.

## Lista de canciones
| CD    |                    |          |  |
| N.º   | Título             | Duración |  |
| 1.    | «Mein Herz brennt» | 4:40     |  |
| 2.    | «Links 2 3 4»      | 3:37     |  |
| 3.    | «Sonne»            | 4:33     |  |
| 4.    | «Ich will»         | 3:38     |  |
| 5.    | «Feuer frei!»      | 3:09     |  |
| 6.    | «Mutter»           | 4:29     |  |
| 7.    | «Spieluhr»         | 4:47     |  |
| 8.    | «Zwitter»          | 4:18     |  |
| 9.    | «Rein raus»        | 3:10     |  |
| 10.   | «Adios»            | 3:49     |  |
| 11.   | «Nebel»            | 4:55     |  |
| 45:05 |                    |          |  |

| Mutter — (Bonus Track Version) |             |          |  |
| N.º                            | Título      | Duración |  |
| 12.                            | «Halleluja» | 3:46     |  |
| 49:18                          |             |          |  |